# Vizekönigreich Río de la Plata

Territoriale Aufteilung des Vizekönigreichs Río de la Plata

Das Vizekönigreich Río de la Plata (spanisch Virreinato del Río de la Plata) war das südlichste der spanischen Vizekönigreiche in Lateinamerika. Es bestand von 1776 bis 1814 und umfasste ungefähr die heutigen Staaten Argentinien, Bolivien, Paraguay, Uruguay und einen Streifen im Norden des heutigen Chile, wobei nur ein Teil effektiv kontrolliert wurde.

## Geschichte
Es wurde am 1. August 1776 vom Vizekönigreich Peru abgetrennt. Hauptstadt und Sitz des Vizekönigs war Buenos Aires. Die Verwaltung oblag zunächst dem Gouverneur von Buenos Aires, Pedro de Cevallos, der ab dem 15. Oktober 1777 zum ersten Vizekönig berufen wurde. Im Jahr 1783 wurde dort mit der Real Audiencia von Buenos Aires ein Gerichtshof für das Gebiet etabliert, zuvor hatte es unter der Jurisdiktion der Real Audiencia von Charcas gestanden.
Ab 1810 begann schrittweise die Auflösung des Reichs. Nach der Mai-Revolution 1810 wurde im Januar 1811 das noch unter spanischer Herrschaft stehende Montevideo zur Hauptstadt unter dem neuen Vizekönig Francisco Javier de Elío erklärt. Ende 1811 flüchtete Elío nach Spanien und überließ dem Gouverneur Gaspar de Vigodet das Kommando über Montevideo und damit die Reste des Vizekönigreichs. Nach der zweiten Belagerung Montevideos (1812 bis 1814) durch die revolutionären Truppen endete de facto das Vizekönigreich Río de la Plata.
Paraguay spaltete sich im Zuge der Unabhängigkeitsbestrebungen 1811 von La Plata ab und Uruguay im Jahre 1815. Argentinien, dessen Unabhängigkeitsbestrebungen 1810 als Provincias Unidas del Río de la Plata zusammen mit Uruguay (damals noch als Banda Oriental, „östlicher Streifen“) und dem bolivianischen Departamento Tarija begonnen hatten, wurde endgültig 1816 von Spanien unabhängig. Bolivien wurde erst 1825 durch Simón Bolívar von der spanischen Kolonialmacht befreit. Uruguay wurde nach der portugiesisch-brasilianischen Annexion 1816 und dem Argentinisch-Brasilianischen Krieg im Jahr 1828 ein unabhängiger Staat.